# Sami Heiskanen
Sami Heiskanen (* 14. Oktober 1991 in Kuopio) ist ein ehemaliger finnischer Skispringer.

## Werdegang
Heiskanen, der für den Verein Puijon Hiihtoseura startet, gab sein internationales Debüt im Januar 2008 im Rahmen des FIS-Cup in Kuopio. Nachdem er mit den Plätzen 16 und 13 überzeugen konnte und insgesamt 35 Punkte für die Gesamtwertung gewann, gab er im Dezember des gleichen Jahres bereits sein Debüt im Skisprung-Continental-Cup. Von der Normalschanze in Rovaniemi lag er am Ende jedoch nur auf dem 63. Platz.
Bei den Nordischen Junioren-Skiweltmeisterschaften 2009 in Štrbské Pleso startete er im Teamwettbewerb und erreichte am Ende mit der Mannschaft den neunten Rang. Bei den beiden folgenden Continental-Cup-Springen in Zakopane landete er nur jenseits von Platz 70 und blieb so erneut hinter den Erwartungen zurück. Nach einem Jahr internationaler Pause, dem Gewinn der Silbermedaille im Teamspringen bei den Finnischen Meisterschaften 2010 in Lahti und durchwachsenen Ergebnissen bei FIS-Springen sowie im FIS-Cup in Zao, konnte er im August im schwedischen Örnsköldsvik mit den Plätzen sechs und sieben erstmals wieder überzeugen. Im Dezember 2010 erhielt er erneut die Chance im Continental Cup zu starten, blieb aber bei beiden Springen in Rovaniemi jenseits der Top-Platzierungen.
Nach einem weiteren Jahr bekam er auf gleicher Schanze erneut das Startrecht im Continental Cup und gewann auf Anhieb mit dem 27. Platz seine ersten Continental-Cup-Punkte. Zuvor gewann er bei den Finnischen Meisterschaften 2011 in Jyväskylä mit der Mannschaft die Bronzemedaille. Trotz ausbleibender Erfolge im Continental Cup startete Heiskanen am 19. Januar 2012 in Zakopane erstmals bei einer Qualifikation zu einem Springen im Skisprung-Weltcup. Nachdem er sich als 41. qualifizieren konnte, verpasste er als 49. im Wettbewerb zwei Tage später den zweiten Durchgang deutlich. Eine Woche später gewann er beim Continental Cup in Bischofshofen erneut wichtige Punkte.
Anfang März 2012 startete er in Lahti noch einmal bei einem Weltcup-Springen und blieb als 36. dabei nur knapp hinter den Punkterängen. Nachdem er im Sommer 2012 in Kuopio weder im FIS-Cup noch im Continental Cup gute Platzierungen erreichen konnte, legte Heiskanen erneut eine internationale Pause ein. Erst im Februar 2013 kam er zurück in den Continental-Cup-Kader und erreichte in Planica überraschend zwei 14. Plätze. Daraufhin reiste er zum Weltcup-Springen in Willingen. Dort verpasste er als 35. die Qualifikation für das Einzelspringen und wurde mit der Mannschaft beim Team-Weltcup Elfter.
Nachdem Heiskanen beim Weltcup in Oberstdorf im Skifliegen als 26 einen guten Platz in der Qualifikation erreichte, verpasste er jedoch im Wettbewerb erneut als 36. die Punkteränge. Mit der Mannschaft lag er am Ende auf dem achten Rang im Teamwettbewerb. Bei der Nordischen Skiweltmeisterschaft 2013 im italienischen Val di Fiemme sprang Heiskanen von der Normalschanze auf Rang 50. Nachdem er auf der Großschanze die Qualifikation verpasste, wurde er mit der Mannschaft auf der Großschanze Elfter. Die Weltcup-Saison 2012/13 beendete er mit einer verpassten Qualifikation zum Weltcup in Kuopio. Zuvor konnte er bereits bei den Finnischen Meisterschaften 2013 in Lahti im Einzel die Silbermedaille gewinnen. Bei den Sommermeisterschaften 2013 wurde er zwar im Einzel lediglich Achter, konnte dafür aber mit der Mannschaft von Puijon Hiihtoseura den Vizemeistertitel erringen.
Am 25. Januar 2014 erreichte er als 26. beim Springen in Sapporo seine ersten fünf Weltcuppunkte. Dies ist auch sein bisher bestes Ergebnis bei einem Weltcupspringen.

## Statistik

### Weltcup-Platzierungen
| Saison  | Platz | Punkte |
| ------- | ----- | ------ |
| 2013/14 | 077.  | 07     |

### Continental-Cup-Platzierungen
| Saison  | Platz | Punkte |
| ------- | ----- | ------ |
| 2011/12 | 138.  | 09     |
| 2012/13 | 124.  | 36     |
| 2013/14 | 076.  | 84     |
| 2014/15 | 128.  | 25     |